# 造園計画
造園計画（ぞうえんけいかく）
- 文部科学省学習指導要領に定められる農業高校の造園科、農業科の教科・専門科目　造園科などで行う授業科目・開講講義の名称「造園計画」
- 職業訓練指導員 (造園科)造園法にある「造園計画及び設計」
- 庭園つくりや公園事業等の造園実施のための計画、施設・敷地・場所の植栽や緑化するための計画
- ランドスケープの計画

## 空間計画として
造園計画は各種の造園空間を構築するための発想と、それを実現化させるための企画、すなわち、国土の自然環境の保全から人間の日常生活環境の整備までを通して、環境の快適性が向上するように物的側面から計画科学を用いて立案することであるが、造園計画の対象空間はヒエラルキーという点でも、また種類という点でも広範多岐で、都市の公園緑地計画や自然公園の計画はもちろんであるが、国土スケールから庭スケールの計画まで、自然の保護、風致の保存、景観の保全を目標とする計画から、都市再開発等に伴う広場やモールまでに及ぶ。
これらを具体的な種類を挙げると、優れた環境の保護計画、観光地計画、レクリエーションエリア計画、農村地帯の地域景観計画、都市のオープンスペース計画、地区景観計画、キャンパスやテクノパーク・インダストリアルパーク、遊園地、植物園・動物園、各種公園、庭園等の計画がある。
造園計画にあたっては、計画対象地の規模や機能ないし用途空間として計画の位置づけを踏まえ、計画の目標を確定することがまず先決で、この目標に照らして土地/自然や、人間・社会の条件や状況を調査し解析を行う。 そして計画方針を設定し、計画要素の種類・規模、さらに要素間の組立て方の基本体系を検討するのが、造園計画の中心課題である。
造園において計画とデザインの違いは、計画が企画・調査・解析に力点を置き、その目標が構築しようとする空間像のイメージと規模やシステムの確定にあるのに対し、造園デザインは、総合・評価に力点を置き、形と意匠の確定作業が中心で、造園デザインの方が造園計画より具体的である。
造園計画の成果は、基本計画図等の図面にその最終結果は集約されるが、そこに至るまでの調査結果や解析の方法・結果も大きな意味をもっているので、計画報告書の形式に取りまとめられることが多い。
造園計画は生活空間計画をも担う。造園計画における生活空間計画で最も主要な分野は、いうまでもなくレクリエーションのための空間計画である。レクリエーションは一般に動的レクリエーション(activerecreation)と静的レクリエーション(passiverecreation)に分けられるが、フランスの造園計画では、この二つの行動様式を含めながら、広場(Square)とパーク(Park)の対立する空間概念をあげている。 公園のように、そのどちらも常に求められる空間計画においては、両者のすぐれた共存関係の確立がその成否を決定する鍵となっている。
人間の生活時間は拘束時間(労働、食事、睡眠などにふり向けられる時間)と、それから解放される余暇時間とに大別される。 このうち、主として余暇時間における屋外的な活動や行為に関わる空間の組織化が、ここでいう生活空間計画に該当する。 広い意味のレクリエーションのための空間計画ともいえる。 レクリエーションとは余暇の状態において参加する行為であり、個人がみずからの自由意志で、しかも利益や打算と関係なく、ある仕事に没頭し楽しむことと定義できるからである。
しかし日常生活では拘束された活動、生活上必須な(essential)活動の中にも選択的な(optional)側面をもっているケースがむしろ多いぐらいであり、それは空間計画によって一層その傾向を強めることができる。緑道は通勤、通学、ショッピングといったessentialな日常活動にサービスする面が強く、そのために安全で機能的でなければならない。 しかし、緑道空間の快適性を向上することによって、optionalな活動としての心理的ゆとりが付加されることになるし、これは要するに計画の対象とする空間は、純粋にoptionalな活動の空間やレクリエーション活動の空間だけにとどまるのでなく、人間の生活するすべての空間を網羅することを意味している。